# Cenocoelius longius
Cenocoelius longius är en stekelart som beskrevs av Chou och Lee 1991. Cenocoelius longius ingår i släktet Cenocoelius och familjen bracksteklar. Inga underarter finns listade.